# Pierre Bosquet
Pierre Joseph François Bosquet (ur. 8 listopada 1810 w Mont-de-Marsan, Landy; zm. 5 lutego 1861 w Pau) – francuski generał, uczestnik wojny algierskiej i wojny krymskiej, marszałek Francji.
Bosquet kształcił się na École polytechnique w Paryżu. Służył w Algierii. Od sierpnia 1848 w stopniu generała brygady. W lutym 1856 został senatorem i marszałkiem Francji. W 1858 objął naczelne dowództwo w Tuluzie. Zmarł po długiej chorobie 5 lutego 1861.